# Алонсо Арагонский
Алонсо (Альфонсо) Арагонский (исп. Alonso (Alfonso) de Aragón; 1470[…], Сервера, княжество Каталония, Арагонская корона — 24 февраля 1520, Лесера, Королевство Арагон, Арагонская корона) — архиепископ Сарагосы (1478—1520), архиепископ Валенсии (1512—1520) и вице-король Арагона (1517—1520) и Каталонии (1514—1520). Внебрачный сын короля Арагона Фердинанда II и каталонской дворянки Альдонсы Руис де Иворра (1452—1516).

## Биография
Алонсо был больше политиком, чем священником. Когда в 1475 году умер Хуан Арагонский, архиепископ Сарагосы и незаконный сводный брат короля, Фердинанд II захотел назначить 5-летнего Алонсо его преемником, однако папа Сикст IV счёл его слишком юным для такой должности и назначил Аусьяса де Пуджио. Однако уже в 1478 году папа под давлением сдался и 14 августа назначил Алонсо новым архиепископом. Рукоположён в священники он был только 7 ноября 1501 года, за день до рукоположения в епископы.
23 января 1512 года Алонсо был назначен архиепископом Валенсии и занял архиепископский престол 4 апреля 1512 года.
После смерти Фердинанда II в 1516 году, в соответствии с его завещанием, архиепископ был назначен вице-королём Арагона и стал его фактическим правителем, поскольку его сводная сестра Хуана, унаследовавшая корону, была безумной. Когда в ноябре 1518 года прибыл сын и соправитель Хуаны Карл I, архиепископ сохранил свой пост. Алонсо Арагонский умер два года спустя в Лесере и был похоронен в соборе Ла Сео.

## Дети
У Алонсо было семеро детей от связи с Аной де Гурреа (1470—1527), в том числе:
- Хуан (1498—1530), следующий архиепископ Сарагосы;
- Эрнандо (1498—1575), также архиепископ Сарагосы и вице-король Арагона;
- Антонио (ум. 1552), сеньор Куинто;
- Хуана (ум. 1520), жена Хуана де Борха-и-Энрикеса и мать святого Франсиско Борджи;
- Мартин, сеньор Аргавьесо;
- Ана, жена 5-го и 6-го герцогов Медина-Сидония.